# Erebostrota calais
Erebostrota calais là một loài bướm đêm trong họ Noctuidae.